# 22192 Vivienreuter
22192 Vivienreuter è un asteroide della fascia principale. Scoperto nel 1960, presenta un'orbita caratterizzata da un semiasse maggiore pari a 2,6851648 UA e da un'eccentricità di 0,1245782, inclinata di 7,22729° rispetto all'eclittica.